# Danza folclórica

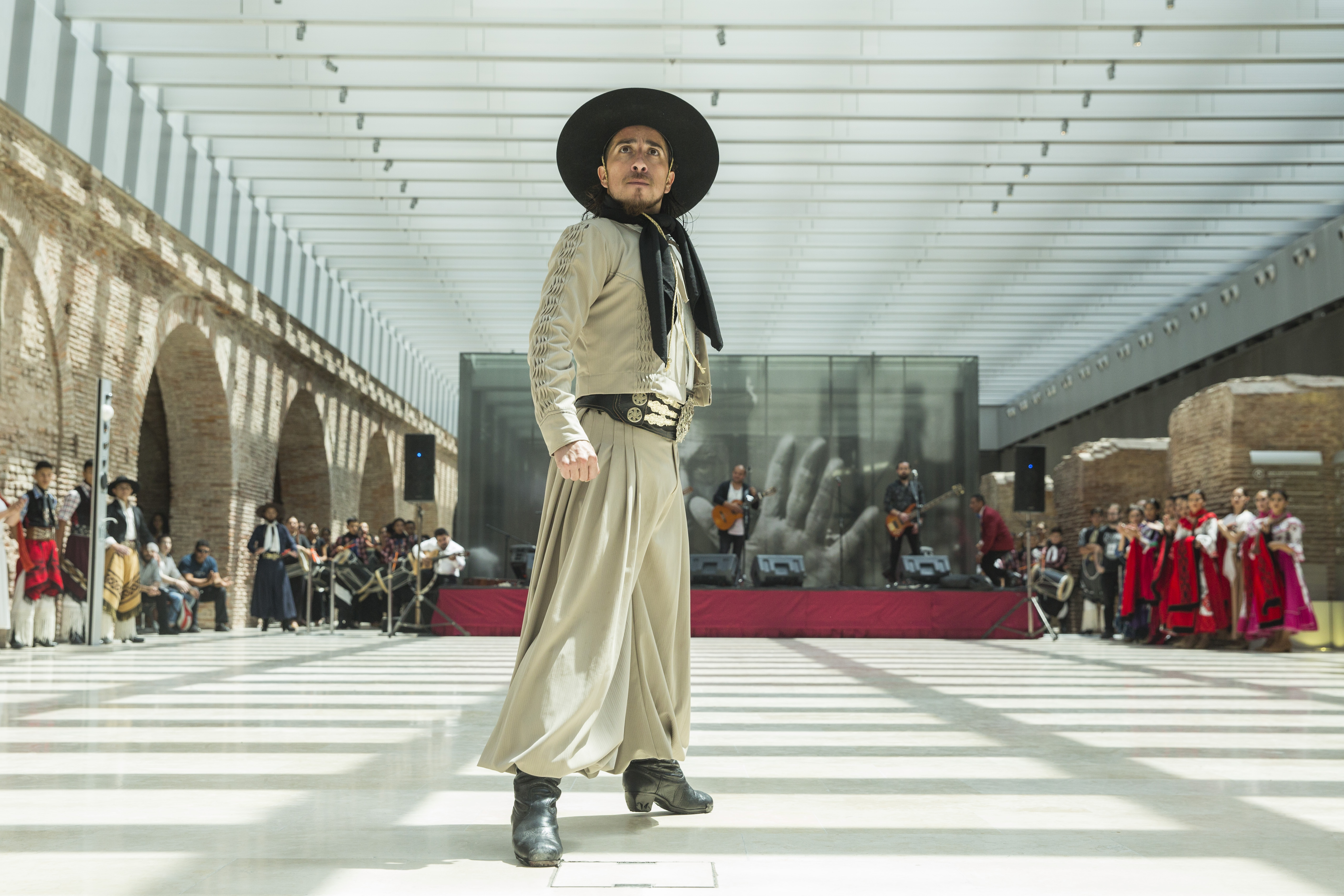
Malambo, danza folclórica argentina.

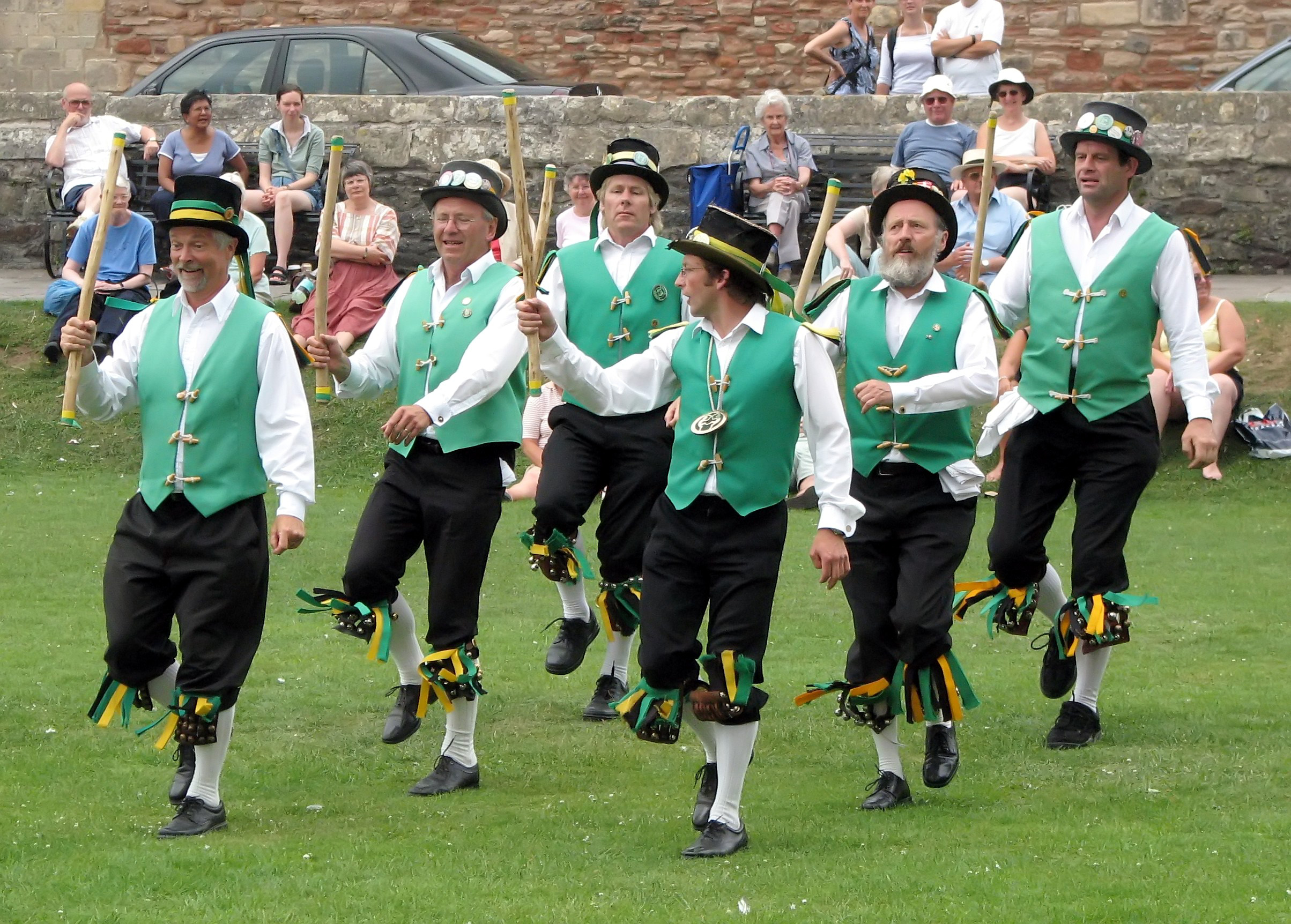
Bailarines bailan la danza Morris afuera de la Catedral de Wells, Wells, Inglaterra.

La danza folclórica es un término utilizado para describir a un gran número de danzantes, que tienden a compartir los atributos similares:
- Originalmente bailado aproximadamente en el siglo XIX o antes (en cualquier caso, no están protegidos por derechos de autor).
- Su práctica se realiza por una tradición heredada, más que por la innovación.
- Bailado por la gente común y no exclusivamente por la aristocracia.
- Se realiza espontáneamente y no existe un órgano rector que tiene la última palabra sobre lo que es "la danza" o la autorización para enseñarlo. Esto también significa que nadie tiene la última palabra sobre la definición de bailes folclóricos o la edad mínima para tales danzas.

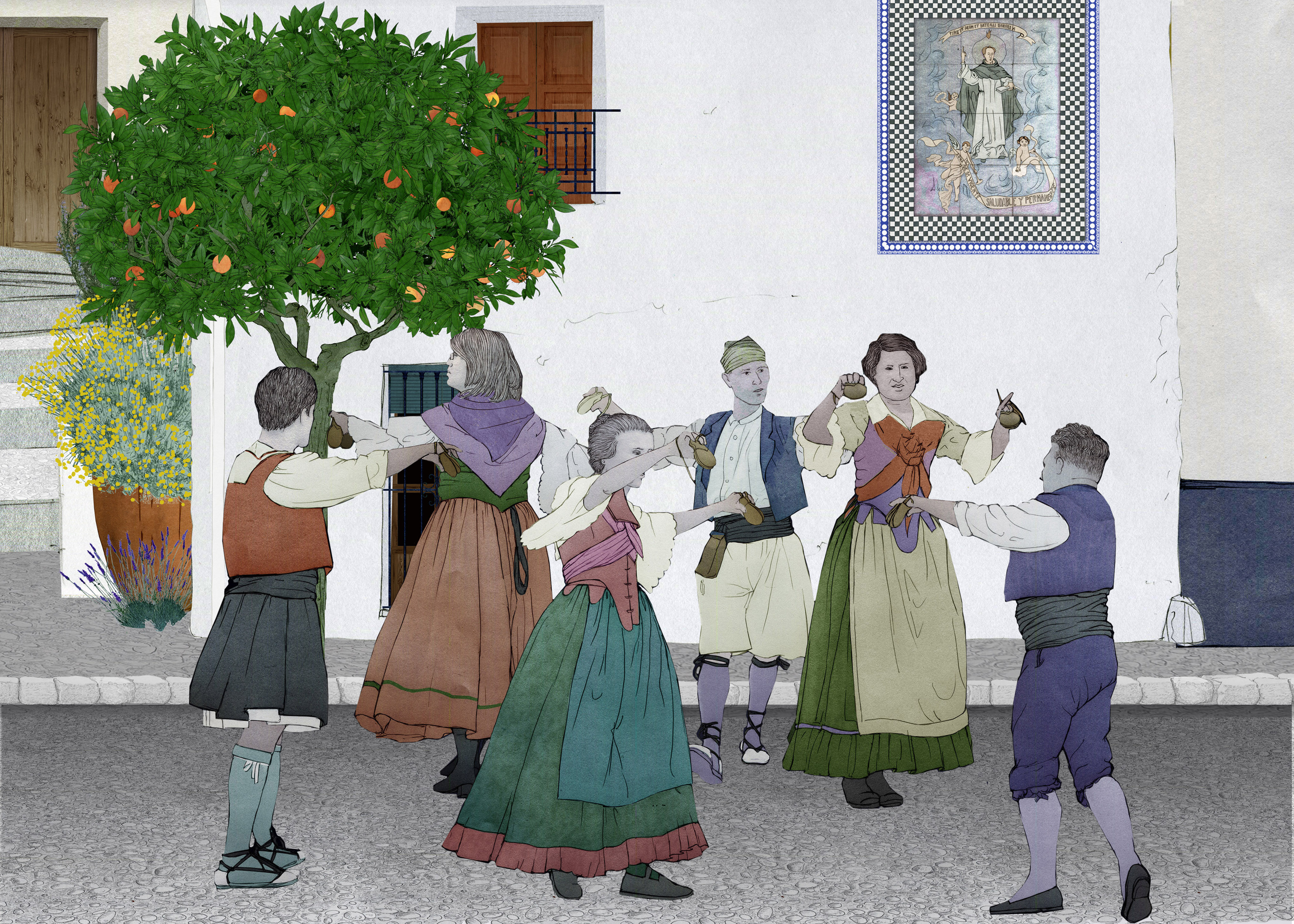
Danzas tradicionales valencianas

Las danzas folclóricas tradicionalmente se realizan durante los acontecimientos sociales. Los nuevos bailarines a menudo aprenden esta danza informalmente mediante la observación hacia otras personas y/o la ayuda de otros como amigos, familiares.
La danza folclórica es vista más como una actividad social en lugar de competencia, aunque hay grupos profesionales y semiprofesionales de danza folclórica, que en ocasiones realizan competiciones de bailes folclóricos.

## Terminología
El término "danza folclórica" que determina los bailes en grupos de 24 o 29 personas hacen referencia a sus santos, o ayudan a asociaciones, y normalmente se originó antes de siglo XXI. Para otras culturas los términos "la danza étnica" y/o "danza de dioses" a veces se usan, aunque este último puede abarcar también al de "danzas ceremoniales".
Hay una serie de bailes modernos, como los procedentes de la cultura hip-hop, que evolucionan espontáneamente, pero el término "danza folclórica", por lo general, no es aplicado a ellos, ocupando su lugar los términos "danza de calle" o "danza vernacular". El término "danza folclórica" está reservada para las danzas que son en gran medida de tradición europea y se originó en los tiempos para la distinción entre los bailes de gente corriente y los bailes de la alta sociedad.
Gran parte de los bailes modernos se originó a partir de bailes folclóricos.
Los términos "étnicos" y "tradicionales" se utilizan cuando es necesario hacer hincapié en las raíces culturales de la danza. En este sentido, casi todas las danzas son de origen étnico. Si algunas danzas, como la polca, cruzan fronteras étnicas e incluso cruzan la frontera entre el "folclor" y "baile de salón", las diferencias étnicas son a menudo bastante considerables a mencionar, por ejemplo, la polca checa vs. polca alemana.
No todos los grupos étnicos son bailes de la danza folclórica, por ejemplo, el origen de las danzas rituales no se consideran como bailes folclóricos. Las danzas rituales son generalmente denominados "bailes religiosos", a causa de su propósito.

## Tipos de danza

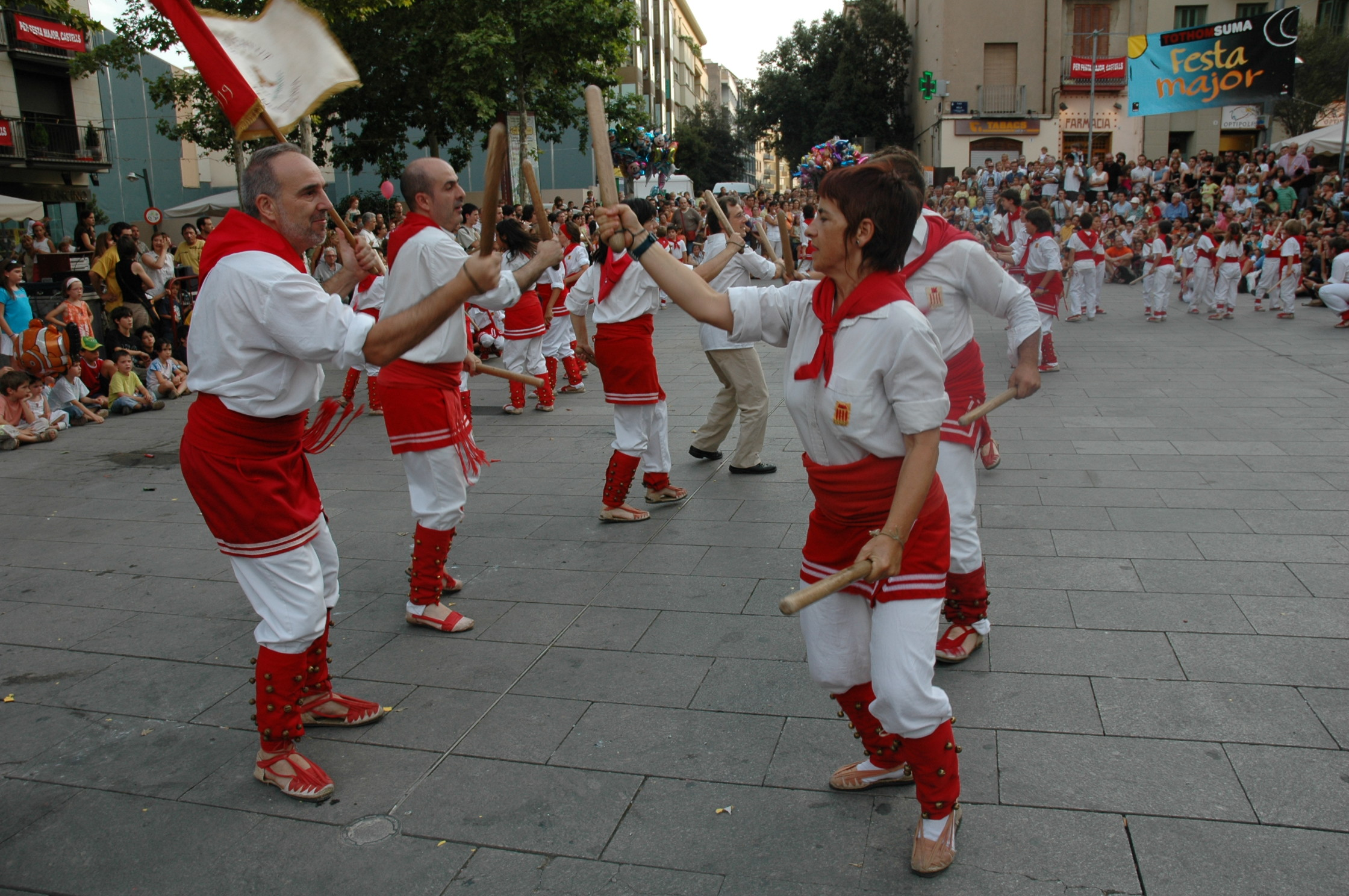
Baile de bastones en Cataluña.

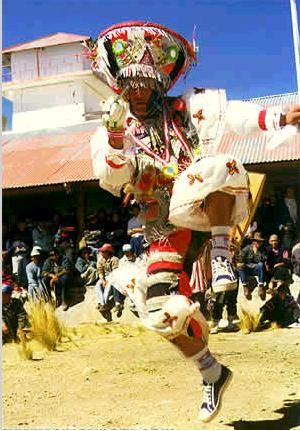
Danza de las tijeras en Huánuco - Perú.

Son varios tipos de danza folclórica, incluidos el baile del país Inglés, danza folclórica internacional, danza irlandesa, danza Maypole, la danza Morris, baile Nordic Polca, Baile de bastones, baile de plaza y danza con espada. Algunos bailes coreografiados como la contradanza, danzas folclóricas israelíes, la danza del país escocés, y baile moderno occidental, se llaman danzas folclóricas, aunque esto no es cierto en el sentido más estricto. La mayoría de los bailes y danzas de baile se originaron a partir de danzas folclóricas, con el perfeccionamiento gradual en los últimos años.
Las personas familiarizadas con la danza folclórica a menudo pueden determinar de qué país es una danza, incluso si no han visto ese baile antes. Algunos países tienen características exclusivas de danza, aunque los países vecinos a veces tienen características similares. Por ejemplo, la danza schuhplattling alemán y austriaco se compone de bofetadas en el cuerpo y los zapatos en un patrón fijo, una característica que pocos países tienen. Las danzas evolucionaron a veces mucho antes de las fronteras políticas actuales, por lo que algunos bailes son compartidos por varios países. Por ejemplo, los serbios, búlgaros y croatas comparten el mismo o similar baile, e incluso a veces utilizan el mismo nombre y la música.
Aunque la danza folclórica históricamente fue realizada por la gente común de la cultura local, bailes folclóricos internacionales han recibido alguna popularidad en universidades y centros comunitarios en los Estados Unidos y otros países.
Por ejemplo la danza folclórica mexicana ha desarrollado a lo largo de cinco siglos, en la era precolombina, una influencia de danzas de origen español o francés, gracias a los acontecimientos ocurridos en esa época. La fusión de estas influencias con la cultura indígena ha creado más de 300 estilos de baile dentro de las treinta y dos entidades federativas mexicanas. Igualmente las danzas folclóricas sudamericanas pueden ser de origen indígena, mestizo o criollo; ligadas a festividades religiosas (católicas o indígenas) o acontecimientos comunales (siembra, riego o cosechas). en esta es importante la cultura

## Europa

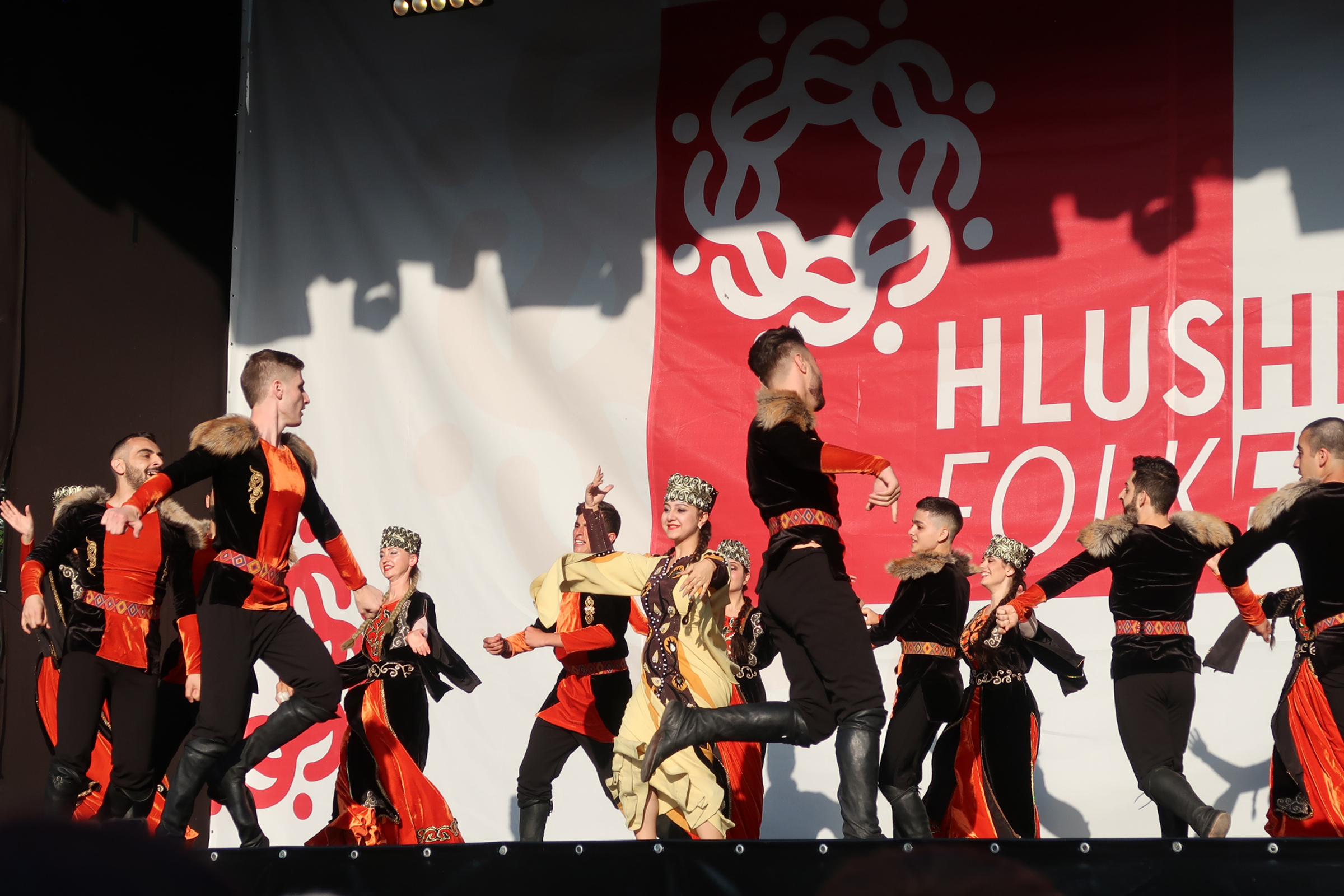
Bailarines armenios. HlushenkovFolkFest en Jmelnitski, Ucrania.

La danza de las espadas incluyen danza de la espada larga y baile de rapero. Algunos bailes coreografiados como contra danza, baile country escocés, baile country escocés, y square dance occidental moderno, se denominan bailes folclóricos, aunque esto es no es cierto en el sentido más estricto. El baile regional se superpone con la danza folclórica contemporánea y el baile de salón. La mayoría de los bailes regionales y de salón se originaron a partir de bailes folclóricos, con un refinamiento gradual a lo largo de los años.
Las personas familiarizadas con el baile folclórico a menudo pueden determinar de qué país es un baile incluso si no han visto ese baile en particular antes. Los bailes de algunos países tienen características que son exclusivas de ese país, aunque los países vecinos a veces tienen características similares. Por ejemplo, el baile schuhplattler alemán y austríaco consiste en golpear el cuerpo y los zapatos en un patrón fijo, una característica que tienen pocos bailes de otros países.
Los bailes folclóricos a veces evolucionaron mucho antes de las fronteras políticas actuales, por lo que ciertos bailes son compartidos por varios países. Por ejemplo, algunos bailes serbios, búlgaros y croatas comparten bailes iguales o similares y, a veces, incluso usan el mismo nombre y música para esos bailes.
Existen grupos de danza folclórica internacional en ciudades y campus universitarios de muchos países, en los que los bailarines aprenden danzas folclóricas de muchas culturas para divertirse.
Los eventos de Balfolk son eventos de baile social con música en vivo en Europa occidental y central, que se originaron en el renacimiento popular de la década de 1970 y se volvieron más populares desde aproximadamente en 2000, donde bailes populares europeos en pareja desde finales del siglo XIX como el schottische, la polca, la mazurca y el vals, además de otras danzas folclóricas europeas, principalmente de Francia, pero también de Suecia, España y otros países.
Algunas de las variedades de danzas folclóricas europeas incluyen:
- Baile de bastones (Ball de bastons en catalán)
- Baile de granero (Baile popular que tiene lugar en un granero)
- Danza folclórica búlgara
  - Pravo horo
  - Paidushko horo
  - Gankino horo
  - Daychovo horo
- Baile circular
- Clogging
- Dutch crossing
- Baile regional
- Fandango
- Flamenco
- Freilekhs
- Danza georgiana
- Danza griega
- Hora
- Danza folclórica internacional
- Danza irlandesa
  - Danza ceili
- Danza folclórica italiana
  - Tarantela
  - Tarantella calabresa
  - Pizzica
  - Monferrina
  - Ballu tundu
- Jenkka
- Jota
- Danza de Maibaum
- Danza Morris
  - Danza galesa
- Polka
- Danzas folklóricas polacas
  - Polonesa
  - Oberek
  - Krakowiak
  - Mazurca
  - Kujawiak
- Danza tradicional rusa
- Danza folclórica turca
- Danza ucraniana
- Verbuňk
- Danza nórdica Polska
- Square dance
- Danza de las espadas
- Baile de armas
- Kolo

## Danzas tradicionales orientales

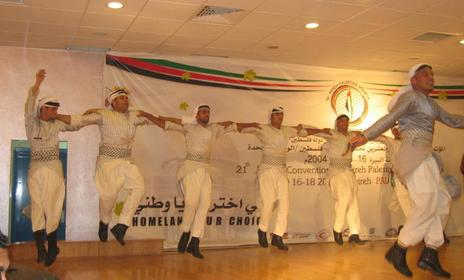
Dabca; en árabe, دبکة

Las danzas tradicionales orientales incluyen bailes y danzas tradicionales en pueblos europeos, africanos y asiáticos a los que existe o ha habido una fuerte cultura árabe a nivel popular. Muchas de ellas están hoy recuperadas a lo que se conoce como danza del vientre, aunque no todas. Como ocurre en Europa, algunas de estas danzas se han estilizado para ser adaptadas a la más sofisticada danza del vientre (equivalente aquí, en cierto modo, a la danza clásica occidental), estas mismas y otras se bailan tal cual de forma espontánea en fiestas mayores y eventos populares, algunas se han recuperado a partir de testimonios y documentación gráfica y escrita, otras se bailan como danza folclórica en espectáculos profesionales dirigidos a un público determinado.
Las danzas orientales incluyen, entre otros, la danza de la bandeja o Raks en Senneya (Marruecos), la dakka o dekka de Marraquesh, la danza awash (en el Atlas marroquí), la danza de la daga o tissint (Marruecos) , la danza del jarrón o Raqs en el Juzur (Túnez), el baile de bastón egipcio o Raks Al Asseya (popularmente conocido como saïdi), la danza de la cazuela de barro o guedra (danza de los tuaregs ), el tahtib (otro baile oriental con bastón), la danza nupcial del candelabro (Egipto), la danza egipcia de trance o zar, el fellahi ( Egipto ), la danza gitana oriental (o de las ghawazee de Egipto), el tanoura egipcio y los dervishes, la danza de las cucharas o Kasik Oyunu (Turquía), la danza de espada y escudo o Kilic Kalkan (Turquía), la danza horon (Mar Negro), el dabke ( Líbano , Palestina, Jordania, Siria ), la danza arda (Golf Pérsico), la danza de la túnica o Raks en el Nasha'ar ( Golf Pérsico ), la danza harbilla, la danza mated, la danza ouais.

## Danzas tradicionales de los indígenas de América del Norte

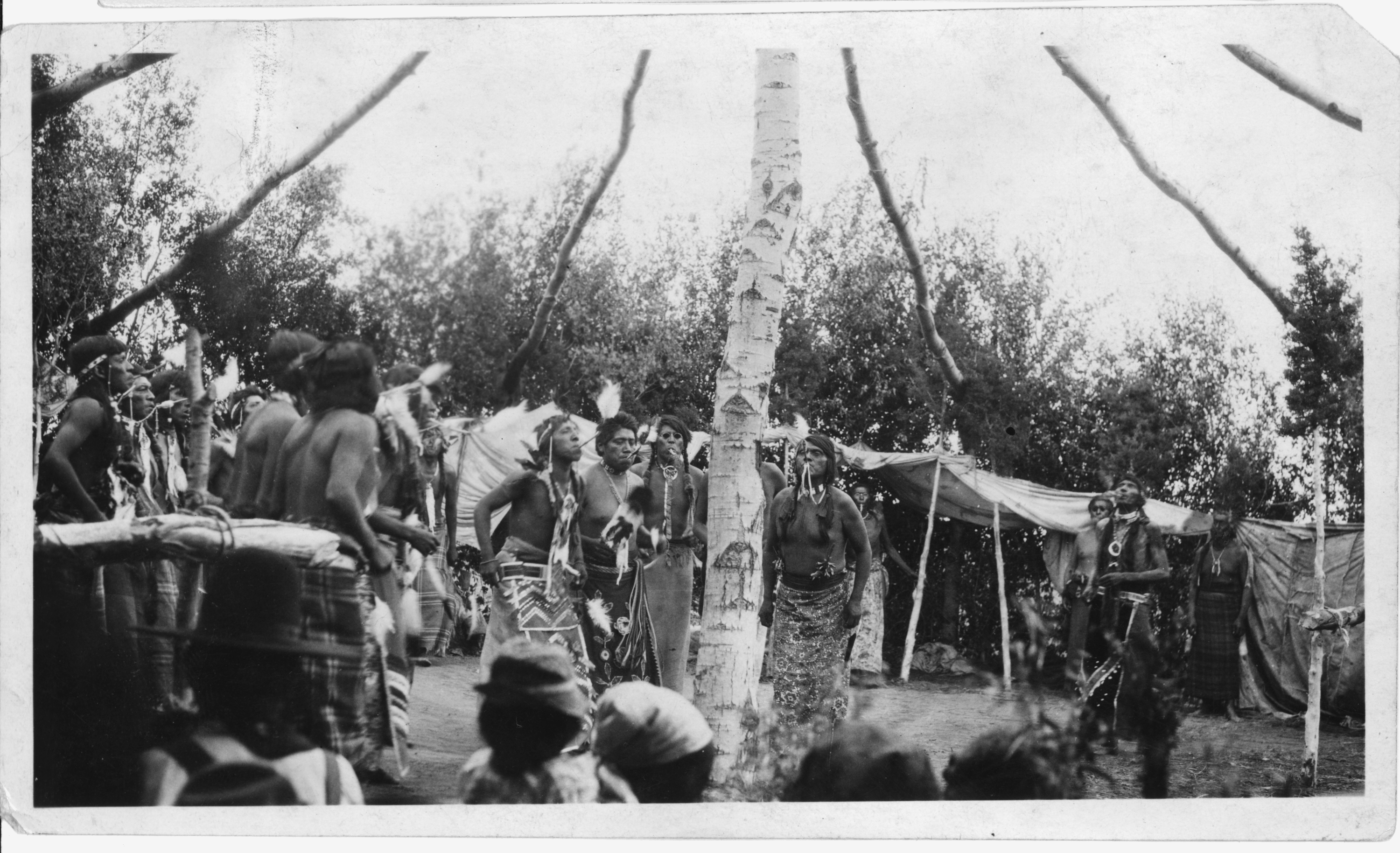
Danza del Sol, indios Shoshone en Fort Hall, 1925.

Las danzas tradicionales de los indígenas de América del Norte son una expresión cultural profundamente arraigada que no solo entretiene, sino que también transmite conocimientos y valores cosmogónicos. Estas danzas, en muchas culturas indígenas, están estrechamente vinculadas a la cosmología y al entendimiento del universo y la relación de los humanos con él.
Danza del Sol (Sun Dance):
La Danza del Sol es una de las ceremonias más significativas entre muchas tribus de las llanuras de América del Norte, como los Lakota, Cheyenne, y Cree, entre otros. Esta danza está centrada en el sol como fuente de vida y espiritualidad. Los participantes realizan rituales que incluyen el sacrificio personal, como la perforación del pecho con ganchos atados a un árbol sagrado, como una forma de renovación y purificación espiritual. La Danza del Sol refleja la conexión profunda con la naturaleza y el cosmos, donde el sol es visto como un vínculo directo con el Creador y proveedor de vida.
Danza de la lluvia (Rain Dance):
La Danza de la Lluvia es practicada por diversas tribus en respuesta a sequías o para invocar la lluvia en momentos necesarios para la agricultura y el sustento. Esta danza es un acto de sincronización con las fuerzas naturales y celestiales, donde los bailarines imitan movimientos de nubes, el viento y animales asociados con la lluvia. A través de la danza, se busca la comunicación con los espíritus y la divinidad para pedir la lluvia, esencial para la fertilidad de la tierra y la continuidad de la vida.
Danza de los espíritus (Ghost Dance):
La Danza de los Espíritus fue una respuesta espiritual y cultural entre las tribus de las llanuras hacia finales del siglo XIX, en un intento de resistencia y restauración de sus formas de vida tradicionales frente a la presión del gobierno estadounidense y el avance de los colonos. Esta danza profetizaba un mundo futuro en el que los ancestros regresarían, las praderas serían restauradas y los invasores blancos serían expulsados. La danza simbolizaba la esperanza de un renacimiento espiritual y cultural, uniendo a las tribus en un movimiento de resistencia y revitalización de sus tradiciones.
Las danzas folclóricas de los indígenas de América del Norte no solo son expresiones artísticas, sino rituales cargados de significado cosmogónico y espiritual. Estas danzas no solo fortalecen la identidad cultural de las comunidades indígenas, sino que también mantienen y transmiten conocimientos profundos sobre la relación sagrada entre los humanos, la tierra y el cosmos según sus cosmovisiones únicas y ancestrales.

## Danzas tradicionales africanas

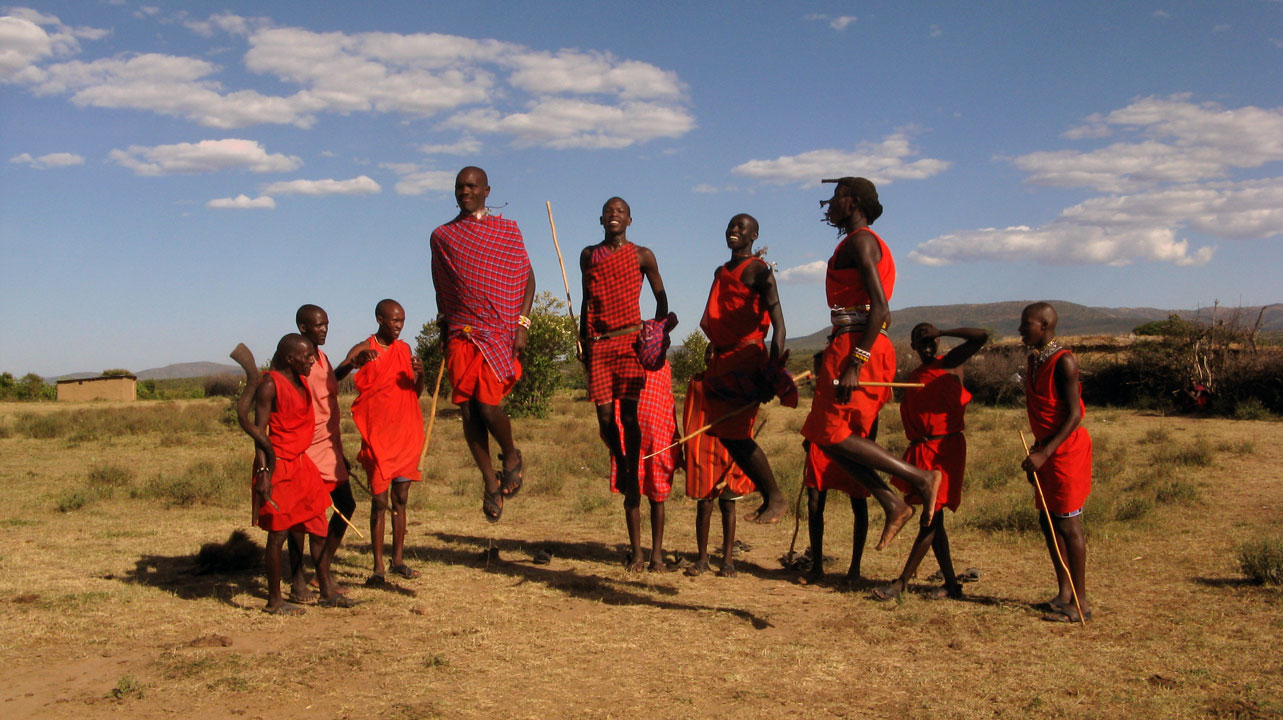
Hombres de la etnia Masai realizando la danza tradicional Adumu, en Kenia.

Lass danzas tradicionales africanas muestran la rica diversidad cultural del continente y las profundas conexiones entre la danza, la música y la identidad social en las sociedades africanas. Cada danza es un testimonio de la creatividad, resistencia y espíritu comunitario de las personas que las realizan. Entre las danzas tradicionales de África se cuentan:
- Yankadi-Macru (Guinea)

El baile Yankadi-Macru se origina de los Susu en Guinea y es una combinación de dos danzas distintas. Yankadi es una danza lenta y elegante realizada durante el cortejo, caracterizada por movimientos suaves y fluidos y un ritmo relajado. Los bailarines a menudo usan gestos sutiles y contacto visual para transmitir emociones. Macru, en contraste, es una danza enérgica y animada que sigue a Yankadi, simbolizando la emoción y la alegría de la atracción mutua. Presenta pasos rápidos, saltos dinámicos y aplausos rítmicos, con bailarines moviéndose en patrones vibrantes que reflejan la percusión polirrítmica.
- Adumu (Kenia y Tanzania)

Adumu, también conocida como la "Danza de los Saltos," es una danza tradicional de los masái en Kenia y Tanzania. Esta danza es particularmente famosa por sus altos saltos verticales, realizados por jóvenes guerreros (morans) para demostrar su fuerza, agilidad y resistencia. Adumu a menudo se realiza durante la ceremonia Eunoto, que marca la transición de guerrero junior a senior. Los bailarines forman un círculo, con individuos turnándose para saltar lo más alto posible mientras mantienen una postura recta. La danza va acompañada de cantos y cánticos rítmicos, realzando el ambiente comunitario y festivo.
- Indlamu (Sudáfrica)

Indlamu es una danza tradicional zulú que es altamente enérgica y simbólica de la cultura guerrera zulú. A menudo se realiza en bodas, celebraciones culturales y durante el festival de la Danza de las Cañas. Indlamu involucra movimientos poderosos de pisoteo, patadas altas y secuencias sincronizadas, reflejando la disciplina y la fuerza de los guerreros. Los bailarines usan vestimenta tradicional zulú, incluyendo escudos y tocados, añadiendo al espectáculo visual. La danza va acompañada de tambores y cánticos, creando una experiencia rítmica e inmersiva que destaca la rica herencia del pueblo zulú.
- Ekpe (Nigeria)

Ekpe, también conocida como la Danza del Leopardo, es una danza tradicional del pueblo efik en el sureste de Nigeria. Esta danza está estrechamente asociada con la sociedad secreta Ekpe, que juega un papel significativo en la vida social y política de la comunidad. La danza Ekpe se caracteriza por intrincados pasos, movimientos gráciles de manos y máscaras y disfraces elaborados que simbolizan al leopardo, un animal reverenciado en la cultura efik. La danza se realiza durante ceremonias importantes, como iniciaciones y festivales, para invocar el espíritu del leopardo y asegurar la armonía y protección comunitaria.
- Danza Gumboot (Sudáfrica)

La danza gumboot, o Isicathulo, se originó entre los mineros sudafricanos que usaban sus botas de goma (gumboots) para crear percusión rítmica mientras trabajaban en las minas. Esta danza es tanto una forma de comunicación como un medio de expresión, reflejando la resistencia y camaradería de los mineros. La danza gumboot involucra pisoteos sincronizados, golpes en las botas y patrones rítmicos intrincados, a menudo acompañados de cantos y cánticos. La danza ha evolucionado hasta convertirse en una popular actuación cultural, simbolizando las luchas y triunfos de las comunidades de la clase trabajadora de Sudáfrica.